# Serdar Geldiýew
Bản mẫu:Eastern Slavic name
Serdar Orazmuhammedowiç Geldiýew (sinh ngày 1 tháng 10 năm 1987) là một cầu thủ bóng đá Turkmenistan hiện tại thi đấu cho FC Altyn Asyr ở Giải bóng đá vô địch quốc gia Turkmenistan.

## Đội tuyển quốc gia
Anh thi đấu cho Đội tuyển Olympic Turkmenistan tại Đại hội thể thao châu Á 2010 ở Quảng Châu.
Geldiýew ra mắt cho đội tuyển quốc gia Turkmenistan năm 2008, trong trận đấu với Oman.